# Klassische Schweinepest
Die Klassische Schweinepest (KSP) (auch Europäische Schweinepest (ESP), englisch swine fever, hog cholera) ist seit 1833 als Infektionskrankheit bekannt. Diese Virusinfektion tritt mit Ausnahme Nordamerikas, Australiens, Neuseelands und Teilen von Europa und Südamerikas weltweit auf. Sie zählt zu den gefährlichsten Schweinekrankheiten überhaupt und ist bis heute schwer kontrollierbar und nicht getilgt. Die klassische Schweinepest ist von der Afrikanischen Schweinepest (ASP) abzugrenzen. Trotz der ähnlichen Symptome sind ASP- und KSP-Erreger nicht näher verwandt.
In Deutschland gilt die Schweinepest als Tierseuche und ist anzeigepflichtig. Die Bekämpfung nach Ausbruch erfolgt grundsätzlich nach der Schweinepestverordnung durch die Veterinärbehörden.

## Krankheitsursache
Der Schweinepesterreger ist das Pestivirus C, auch genannt Klassisches Schweinepest-Virus, en. Pestivirus C, früher Classical swine fever virus (CSFV) oder Hog cholera virus. Obwohl Verwandtschaften zu Erregern anderer Krankheiten bestehen, ist jedoch keine andere Tierart (inklusive Menschen) empfänglich.
Als ständiges Erregerreservoir kann das Wildschwein gelten. Neben dem Kontakt mit Wildschweinen stellt häufig der Zukauf von bereits infizierten, aber nicht sichtbar kranken Schweinen eine Ansteckungsquelle dar. Daneben kann das Virus aber auch durch sogenannte Vektoren (verunreinigte Fahrzeuge und Gerätschaften, Kleidung oder Speiseabfälle – Verfütterung in Deutschland daher verboten) übertragen werden. Die Ansteckung innerhalb eines Bestandes erfolgt dann direkt von Tier zu Tier hauptsächlich peroral oder über die Atemwege. Die Inkubationszeit hängt von der Virulenz des jeweiligen Erregers ab. Sie kann zwischen 2 Tagen bis über 5 Wochen betragen. Das Virus vermehrt sich zunächst in den Mandeln und den Lymphknoten des Rachenraumes. Bereits nach 24 Stunden befindet sich der Erreger im Blutkreislauf und erreicht innerhalb von einer Woche seine maximale Konzentration. Sofern der Erreger sich im Blut befindet, wird er über Harn, Speichel, Kot, Augen- und Nasensekret ständig (bis zum Tod des Tieres) ausgeschieden. Dieses ist auch der Grund für die seuchenhafte Ausbreitung der Krankheit; große Schweinebestände mit mehreren tausend Tieren können innerhalb von einer Woche vollständig infiziert sein.

## Klinische Symptome und Verlauf
Die Schweinepest ist eine Erkrankung, die durch zahlreiche Faktoren im kranken Tier und vom Virus beeinflusst wird. Aufgrund dessen kann die Symptomatik recht vielschichtig sein. Im Groben kann man zwischen zwei Formen unterscheiden: die akute (auch klassische) Verlaufsform und die atypische (chronische) Variante. Empfänglich sind alle Schweinearten.

### Akute Form

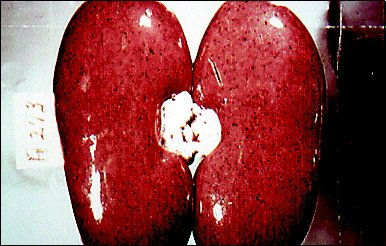
Punktförmige Blutungen in der Niere

Diese Variante ist gekennzeichnet durch hohes Fieber (41 °C), das im weiteren Krankheitsverlauf phasenweise sinken und wieder steigen kann; zentralnervöse Störungen (schwankender Gang, Parese, Ataxie); ausgeprägte Blutungsneigung (Hämorrhagien); zyanotische (blaurote) Verfärbungen der Schnauze, der Ohren und des Bauches; häufiges Auftreten von Aborten und Umrauschen. Bei der Sektion kranker Tiere werden als typische Veränderungen massive, punktförmige Blutungen (Petechien), veränderte (lehmfarbene) Nieren und Lymphknoten („marmoriert“), Schädigungen der Harnblasenschleimhaut und der Milz gefunden. Der direkte Nachweis erfolgt dann über Immunfluoreszenz an Gewebsteilen bzw. über direkte Erregeranzüchtung aus dem Blut.
Im weiteren Verlauf der Krankheit gesellen sich häufig Lungenläsionen, zum Teil Erbrechen, Durchfall oder Verstopfung und schwere Gefäßschäden hinzu, die zu Störungen der Blutzirkulation führen. Der Tod tritt in der Regel durch Kreislaufversagen oder als Folge von Sekundärinfektionen mit Bakterien ein.

### Chronische Form
Im Gegensatz zur akuten Form verläuft die chronische Form relativ mild. Ursache dafür sind häufig schwach virulente Viren, die den Wirtsorganismus nicht abtöten und sich dadurch länger und besser vermehren können. Stellenweise verläuft die Erkrankung sogar ohne sichtbare klinische Symptome, sodass die Erkrankung sehr schwer erkennbar ist und bei Verdacht nur über (EU-einheitliche) serologische Blutuntersuchungen diagnostiziert werden kann. Es treten bevorzugt Fieber (um 40 °C), Magen-Darm-Ulzera (Geschwüre), Entzündungen der Mundschleimhäute, Konjunktivitis (Bindehautentzündung) und vermehrt Unfruchtbarkeit, Totgeburten, Geburt mumifizierter oder lebensschwacher, zitternder Ferkel auf. Bei der Sektion zeigen sich feste Auflagerungen (diphtheroid-nekrotisierende Entzündung) vorwiegend auf den Schleimhäuten des Dickdarms und im Bereich der Mundschleimhäute und zum Teil umfangreiche Geschwürbildungen (sogenannter Boutons).
Die chronische Variante der Schweinepest wird von den älteren Tieren in der Regel überstanden und führt teilweise zur völligen Genesung. Betroffene Ferkel kümmern und überleben in der Regel maximal ein Jahr.

### Pränatale Verlaufsform und spätes Einsetzen der Krankheit (“late onset disease”)
Das KSP-Virus kann in tragenden Tieren, die nur eine milde Verlaufsform zeigen (transiente Infektion), die Plazentaschranke überwinden und die Feten infizieren (carrier sow syndrome). Je nach Trächtigkeitsstadium kommt es zu embryonalem bzw. fetalem Tod, Abort und Totgeburt, Mumifikation oder Missbildungen, wodurch der Fertilitätsindex des Betriebs sinken kann. Es kann aber auch zur Geburt gesunder, persistent virämischer Ferkel kommen, insbesondere bei einer Infektion vor dem 90. Trächtigkeitstag.

## Prophylaxe
In der EU wird aus handelspolitischen und pharmakologisch bedingten Gründen keine Prophylaxe angewendet.
Die einzige Möglichkeit der Prophylaxe besteht in einer Impfung. In den ehemaligen Ostblockstaaten wurde diese mit Erfolg praktiziert. Während der einschränkende Faktor damals darin begründet lag, dass es keine Vakzine gab, die pharmakologisch so markiert waren, dass man sie bei einer Blutuntersuchung vom eigentlichen Virus hätte unterscheiden können, gibt es seit dem Jahr 2000 in der EU zugelassene Markerimpfstoffe. Mit solch einem Serum könnten kranke von geimpften Schweinen unterschieden werden. Allerdings konnte in zwei großangelegten Versuchen in Mecklenburg und Brandenburg weder die Eradikation des Virus noch die sichere Rückverfolgbarkeit der Antikörper nach Impfung mit einem Markerimpfstoff nachgewiesen werden.
Jede Impfung ist zudem mit Problemen beim Export der Schweine bzw. deren Schlachtkörper oder sonstiger Produkte verbunden. Da das Internationale Tierseuchenamt den Schweinepeststatus eines Landes im Falle einer Impfung von sechs auf zwölf Monate verlängert und dieser Status für den Handel insbesondere mit Nicht-EU-Staaten von großer Bedeutung ist, greifen immer noch viele Länder auf eine Keulung infizierter Bestände zurück, anstatt diese zu impfen (siehe Bekämpfung).
Nach einem katastrophalen Ausbruch der Schweinepest in Wildschweinbeständen in vielen Teilen Deutschlands im Jahr 2003 wurden zum Schutz von Wildschweinen entsprechende Impfköder ausgelegt. Diese bestanden aus Maismehl, Stärke, Bindemittel und anderen Zusätzen und enthielten im Innern eine kleine Kapsel mit dem Impfstoff, meist abgeschwächte Antigene.

## Bekämpfung
In Deutschland ist die Schweinepest anzeigepflichtig. Das bedeutet, dass beim geringsten Verdacht eine Meldung an die entsprechende Veterinärbehörde zu erfolgen hat. Nach Meldung übernimmt das zuständige Veterinäramt die weiteren Maßnahmen. Entsprechend diesbezüglicher EU-Richtlinien, dem Tierseuchengesetz und der Verordnung gegen die klassische und afrikanische Schweinepest (Schweinepestverordnung) erfolgt nach amtlicher Feststellung der Seuche die Aufstellung eines ersten Sperrbezirkes (etwa 3 km Radius) um den betroffenen Bestand herum und eines weiteren Sperrbezirkes (Beobachtungsgebiet) in einem größeren Radius (etwa 10 km). Alle Schweinebestände, die sich innerhalb des ersten Sperrbezirkes befinden, werden getötet (gekeult), um ein weiteres Ausbreiten der Seuche zu verhindern. Alle Schweine innerhalb des zweiten Sperrringes werden ständig untersucht. Circa 30 Tage nach Tötung der Schweine und Desinfektion im ersten Sperrbezirk werden nach einem von der EU vorgegebenen Stichprobenschlüssel Blutuntersuchungen zwecks Aufhebung des Sperrbezirkes durchgeführt.

## Fälle von Schweinepest
Bundesweit wütete die Seuche zuletzt Mitte der neunziger Jahre, seither gab es immer wieder vereinzelte Fälle. Bei der Schweinepest 1997 in den Niederlanden wurden mehr als zwölf Millionen Schweine getötet.
Am 1. März 2006 ergab ein Test bei der Untersuchung auf Schweinepest erstmals seit den neunziger Jahren kein eindeutig negatives Ergebnis in einem Mastbetrieb in Haltern im Kreis Recklinghausen, Nordrhein-Westfalen. Weitere Untersuchungen erhärteten den Verdacht auf Schweinepest. Am 3. März 2006 wurde der Ausbruch der KSP offiziell bestätigt, in dessen Verlauf nach Ausbreitung auf weiteren Höfen, unter anderem im Kreis Borken, auf Anordnung der EU mehr als 92.000 Schweine gekeult wurden.
In der Ausgabe der Rhein-Zeitung vom 10. Februar 2009 Nr. 34 wurde berichtet, dass der erste Schweinepestfall bei einem Wildschwein rechts des Rheins in Rheinland-Pfalz aufgetreten war. Laboruntersuchungen bestätigten, dass sich ein toter Frischling, der in der Verbandsgemeinde Wissen (Landkreis Altenkirchen) gefunden wurde, mit dem ESP-Virus (Europäischer Schweinepest-Virus) infiziert hatte. Deshalb wurden der Landkreis Altenkirchen sowie der Landkreis Neuwied und Teile des Westerwaldkreises vom Landesuntersuchungsamt Rheinland-Pfalz  als gefährdete Bezirke ausgewiesen.